# حملة فلاديمير بوتين الرئاسية 2000
أُعلن عن الحملة الرئاسية لعام 2000 لفلاديمير بوتين، رئيس وزراء روسيا، في 13 يناير 2000 خلال رحلته إلى سانت بطرسبرغ، مسقط رأسه. كانت هذه الحملة أول حملة رئاسية لفلاديمير بوتين. أصبح الرئيس المنتخب في 26 مارس بعد فوزه في الجولة الأولى بنسبة 52٪ من الأصوات.

## خلفية

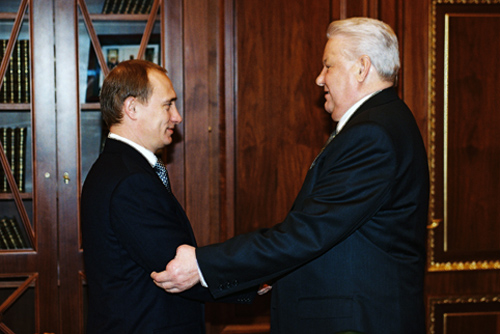
بوريس يلتسين مع فلاديمير بوتين في 31 ديسمبر 1999 بعد استقالة يلتسين

أقال بوريس يلتسين رئيس الوزراء سيرجي ستيباشين وعين فلاديمير بوتين رئيسًا جديدًا للوزراء في 9 أغسطس 1999. قال يلتسين في نفس اليوم، في خطابه المتلفز، إن الخيار الأفضل هو انتخاب بوتين رئيسًا، في الانتخابات التي ستجرى في صيف عام 2000. وعقدت انتخابات تشريعية في ديسمبر 1999 وفاز الحزب الشيوعي برئاسة جينادي زيوغانوف مرة أخرى. احتل المركز الثاني حزب الوحدة برئاسة سيرجي شويغو وبدعم من فلاديمير بوتين. وحل بالمركز الثالث حزب الوطن - كل روسيا برئاسة رئيس الوزراء السابق يفغيني بريماكوف وعمدة موسكو يوري لوجكوف.
في منتصف عام 1999، اعتبر بريماكوف ولوزكوف المتصدرين للرئاسة. كلاهما انتقد يلتسين، وكان يخشى أن يحاكموه هو وعائلته بتهمة الفساد إذا وصلوا إلى السلطة. أشار بريماكوف إلى أنه سيحرر زنازين السجون للمجرمين الاقتصاديين الذين يعتزم توقيفهم. في ديسمبر 1999، أعيد انتخاب يوري لوجكوف عمدة لموسكو، وأعلن أنه لن يتنافس على الرئاسة ؛ انسحب بريماكوف بعد أسبوعين من الانتخابات التشريعية. في هذا السياق، كان المنافس الرئيسي لبوتين جينادي زيوغانوف.
ظهر يوم 31 ديسمبر 1999، أعلن بوريس يلتسين، في خطابه المتلفز، استقالته. وعملاً بالمادة 92 من الدستور الروسي، أصبح رئيس الوزراء فلاديمير بوتين الرئيس بالنيابة، وكان من المزمع إجراء انتخابات رئاسية مبكرة في مارس 2000.

## منهاج ومواقف
قرر بوتين تجنب اتخاذ العديد من المواقف السياسية المترتبة والموضحة خلال الحملة. ووضع بدلاً من ذلك جدول أعمال غامض إلى حد ما. ووصف بوتين التدخل العسكري الروسي في الشيشان بأنه عملية لمكافحة الإرهاب و المكان الذي يتم فيه تحديد مصير روسيا. وجاء في قوله: لسوء الحظ، لا يفهم الجميع في الدول الغربية ذلك، لكننا لن نتسامح مع أي إذلال للكبرياء الوطني لروسيا أو أي تهديد للسلامة الإقليمية للبلاد. وقد أشار ذلك إلى أن بوتين كان يؤيد إلغاء اتفاقية عام 1996 التي منحت الشيشان استقلالها بحكم الواقع.
وأبدى بوتين دعمه لإيجاد دولة قوية في روسيا. فقال بوتين: لن تصبح روسيا قريبًا، إذا أصبحت في أي وقت، نسخة ثانية من الولايات المتحدة أو إنجلترا، على سبيل المثال، حيث للقيم الليبرالية جذور تاريخية عميقة. إن الدولة القوية للروس ليست حالة شاذة، وليست شيئًا يجب محاربته، بل على العكس هو مصدر النظام وضامنه، البادئ والقوة الدافعة الرئيسية لكل التغيير . وأوضح بوتين أن الدولة القوية يمكن أن تعني هيكلًا انسيابيًا لهيئات سلطة الدولة وإدارتها، ومهنية أعلى، والمزيد من الانضباط والمسؤولية لموظفي الخدمة المدنية، وصراع أكثر حرصًا ضد الفساد; إعادة هيكلة سياسة موظفي الدولة على أساس اختيار أفضل الموظفين; تهيئة الظروف المفيدة لظهور مجتمع مدني مليء بالحيوية في البلاد لتحقيق التوازن ومراقبة السلطات؛ دور أكبر وسلطة أعلى للسلطة القضائية؛ تحسين العلاقات الاتحادية، بما في ذلك في مجال الميزانيات والمالية؛ وهجوم نشط على الجريمة. دعا بوتين الدولة إلى القيام بدور قيادي في تنسيق الانتقال المدروس للاقتصاد الروسي إلى سوق حرة. أعلن بوتين أن هذا يتجاوز بشكل طبيعي صيغة المقام المعتاد التي تقتصر دور الدولة في الاقتصاد على وضع قواعد اللعبة والتحكم في مراعاتها. مع مرور الوقت، من المرجح أن نتطور إلى هذه الصيغة. لكن وضع اليوم يستلزم مشاركة أعمق للدولة في العمليات الاجتماعية والاقتصادية. ودعا بوتين بشكل خاص إلى إنشاء سياسة صناعية حيوية لتحفيز الاقتصاد. اتخذ بوتين عدة مواقف بشأن قضايا التجارة. وقد أيد انضمام روسيا إلى منظمة التجارة العالمية. وعلاوة على ذلك، دعم أيضاً مكافحة التمييز الذي تبنته دول أخرى ضد الصادرات الروسية. كما دعا إلى إدخال تشريع لمكافحة التفريغ لمنع الدول الأخرى من تصدير نفاياتها السامة إلى روسيا.
أعرب بوتين عن قلقه بشأن مكانة روسيا في العالم، بعد أن ذكر في ديسمبر 1999، لأول مرة في 200 – 300 سنة الماضية، تواجه روسيا تهديدًا حقيقيًا بالانزلاق إلى المستوى الثاني، وربما حتى الثالث، من دول العالم. يجب علينا إجهاد جميع القوى الفكرية المادية والمعنوية للأمة. لا أحد سيفعل ذلك من أجلنا. كل شيء يعتمد علينا وعلينا وحدنا. وبالشهرين السابقين، أعلن بالمثل، يجب أن نوقف عملية تخلفنا عن الركب من قبل الدول المتقدمة اقتصاديًا في العالم، وإيجاد المسار الذي سيسمح لنا بالحصول على مكان مناسب في صفوف الدول الرائدة في القرن الحادي والعشرين. كتب بوتين أيضا، سيستغرق الأمر حوالي خمسة عشر عامًا ونموًا سنويًا في إجمالي ناتجنا المحلي بنسبة 8 في المائة سنويًا للوصول إلى مستوى نصيب الفرد من الناتج المحلي الإجمالي في البرتغال أو إسبانيا الحالية، الذين ليسوا من بين قادة العالم الصناعيين. اتخذ بوتين موقفا ضد الأعمال الإجرامية والسوق السوداء.

## النتيجة
فاز فلاديمير بوتين بالانتخابات في الجولة الأولى وحصل على أكثر من 52٪ من الأصوات. كانت النتيجة أقل من استطلاعات الرأي التي توقعت أن يحظى بحوالي 57٪ من الأصوات. في خطاب قبوله، بدأ بوتين يعترف بأن (على الرغم من امتلاكه لهامش مزدوج الرقم فوق أي منافس آخر) فقد فاز فقط بأغلبية ضيقة من إجمالي الأصوات. صاغ بوتين امتنانه للناخبين الروس بإعلانه حتى نصف النسبة المئوية هي تقدير كبير من السكان.
حقق بوتين تقدماً في كل جزء من البلاد تقريباً. ولكن كان قادرًا إلى حد كبير على تكوين أغلبية (وتجنب جولة الإعادة) بسبب قوة أدائه في روسيا الأوروبية. كان أداء بوتين في الشرق الأقصى الروسي ضعيفًا بشكل مخيب للآمال. في عدد من المناطق الفيدرالية هناك مثل أوكروغ تشوكوتكا الذاتية وإقليم بريمورسكي فشل بوتين في الحصول على أغلبية أصوات.
كذلك فشل بوتين في الحصول على أغلبية مطلقة من الأصوات في العاصمة الروسية موسكو، حيث حصل على 46٪ فقط من الأصوات.